# Flügelhorst (Steinhuder Meer)
Flügelhorst, auch Strandsiedlung Großenheidorn genannt, ist eine in den 1930er Jahren am Steinhuder Meer in Großenheidorn angelegte Ferien- und Wohnsiedlung mit einem eigens dafür angelegten Strandbad.

## Geschichte
Angeregt vom steigenden Tourismus Anfang der 1930er Jahre insbesondere am Nordufer des Steinhuder Meeres bei Mardorf, schlossen sich Initiatoren aus den am Südufer gelegenen Ortschaften Steinhude und Großenheidorn anfangs zu einer Interessengemeinschaft zusammen, um bald darauf jedoch jeweils eigene Angebote für Badegäste zu entwickeln.
Für das Strandbad in Großenheidorn, das von Anfang an als Teil eines größeren Ferien- und Erholungszentrums gedacht war, wurde zunächst ein rund 300 Meter langer Uferbereich von Schilfrohr befreit.
Parallel dazu wurden nach Entwürfen des hannoverschen Architekten Ernst Valentin Flügel 20 Wochenendhäuser sowie ein Café und ein Strandhotel errichtet. Flügel war zudem Gesellschafter der schon 1932 in Insolvenz gegangenen Großenheidorner Strandbad GmbH. Das Strandbad wurde daraufhin ohne Flügel weiterbetrieben; der Architekt beschränkte sich in der Folge auf den Bau und die Vermietung der Strandhäuser.
Bis 1938 entstanden in der dann „Flügelhorst“ genannten Siedlung 77 Strandhäuser, von denen seinerzeit 15 im Eigentum der „Strandbaugesellschaft“ des Architekten Flügel standen; 55 der 62 anderen Strandhäuser am Großenheidorner Ostenmeer gehörten ebenfalls Hannoveranern.
Noch Ende der 1950er Jahre war das Strandbad Großenheidorn die größte Badeanstalt am Steinhuder Meer.